# Danièle Carteron
Pour les articles homonymes, voir Carteron.
Danièle Carteron, née Maschio le 31 octobre 1984 à Annecy (Haute-Savoie), est une femme politique française, cheffe d'entreprise, et brièvement députée.

## Biographie
Danièle Carteron, dont la mère est issue de la famille Mermillod-Blondin, électriciens à La Clusaz, et dont le père est maçon, est cheffe d’entreprise dans l'assistance à la maîtrise d'ouvrage, première adjointe au maire de Saint-Jean-de-Sixt, chargée de l'urbanisme et conseillère communautaire de la communauté de communes des Vallées de Thônes.
Elle est suppléante d'Antoine Armand, député de la deuxième circonscription de la Haute-Savoie élu en 2022 et 2024, devenu ministre ministre de l'Économie et des Finances le 21 septembre 2024.
Elle siège à l'Assemblée du 22 octobre 2024 au 23 janvier 2025, date à laquelle le titulaire reprend  l'exercice du mandat.